# Sestetto di Seyfert
Il Sestetto di Seyfert è un ammasso di galassie situato a circa 190 milioni di anni luce da noi, in direzione della costellazione del Serpente. Il gruppo sembra contenere sei membri ma una galassia è in realtà un oggetto di sfondo, più lontano, ed un'altra galassia è ormai parte di una delle altre galassie. Le interazioni gravitazionali fra queste galassie continueranno per centinaia di milioni di anni ancora.

## Scoperta
Il gruppo è stato scoperto da Carl Keenan Seyfert, utilizzando lastre fotografiche ottenute tramite il Barnard Observatory della Vanderbilt University, nel 1951.

## Membri
| Nome      | Tipo         | Distanza dal Sole (milioni di al) | Magnitudine |
| --------- | ------------ | --------------------------------- | ----------- |
| NGC 6027  | S0 pec.      | ~190                              | +14.7       |
| NGC 6027a | S0 pec.      | ~190                              | +15.4       |
| NGC 6027b | SAa pec.     | ~190                              | +15.4       |
| NGC 6027c | SB(S)c       | ~190                              | +16         |
| NGC 6027d | SB(S)bc pec. | ~877                              | +15.6       |
| NGC 6027e | SB0 pec.     | ~190                              | +16.5       |